# Aulosen
Aulosen ist ein Ortsteil der Gemeinde Aland in der Verbandsgemeinde Seehausen (Altmark) im Landkreis Stendal in Sachsen-Anhalt, (Deutschland).

## Geographie
Das altmärkische Dorf Aulosen liegt elf Kilometer nordwestlich von Krüden und 17 Kilometer nordwestlich der Hansestadt Seehausen (Altmark). Zum Ortsteil gehört die Wüstung Stresow. Der westliche Teil, das frühere Klein Aulosen, ein Angerdorf, und der östliche Teil, das frühere Groß Aulosen, ein Straßendorf, sind im 20. Jahrhundert zusammengewachsen.
Aulosen liegt im Naturschutzgebiet Aland-Elbe-Niederung, das Teil des Biosphärenreservats Mittelelbe ist. Die großflächigen Wiesen um die Garbe stehen ebenfalls unter Naturschutz.
Die Gemarkung liegt am Aland, kurz vor dessen Mündung in die Elbe bei Schnackenburg und ist die nördlichste im Bundesland Sachsen-Anhalt. Sie grenzt im Nordwesten an Niedersachsen, im Norden und Nordosten bildet die Elbe die Grenze zu Brandenburg.
Die Nachbarorte sind Lütkenwisch, Mittelhorst und Jagel im Norden, Cumlosen und Klein Wanzer im Nordosten, Wanzer im Osten, Ziegelei, Kahlenberge und Pollitz im Südosten, Deutsch im Süden, Drösede im Südwesten, Bömenzien im Westen, sowie Nienwalde, Kapern, Gummern, Stresow und Schnackenburg im Nordwesten.

## Geschichte

### Mittelalter bis Neuzeit
Die erste urkundliche Erwähnung stammt aus dem Jahre 1319, als Waldemar, Markgraf der Mark Brandenburg, Besitzungen in Aulosen an das Kloster Amelungsborn schenkte. In der Urkunde wird eine Burg als curia Aulosen (ein Reichslehen) genannt, der 17 Dörfer gehörten, darunter ad villam Owelosen (Klein Aulosen) und Owelose (Groß Aulosen).
Viele Jahrhunderte lang unterstand Aulosen der Herrschaft der Familie von Jagow, die im 16. Jahrhundert an Stelle des alten Schlosses ein Gutshaus und 1730 die Kirche errichteten.

### Deutsche Teilung
Zwischen Aulosen und Niedersachsen liegt das zu DDR-Zeiten bei den Zwangsaussiedlungen an der innerdeutschen Grenze geschleifte Dorf Stresow. Dort befindet sich heute eine Grenz-Gedenkstätte.

### Namensherkunft
Der Name bedeutet so viel wie Wasserwalddorf. Der Ort lag an einem alten Wasserlauf, der später zum neuen Bett des Alands ausgebaut wurde.

### Die Türkin in der Wische

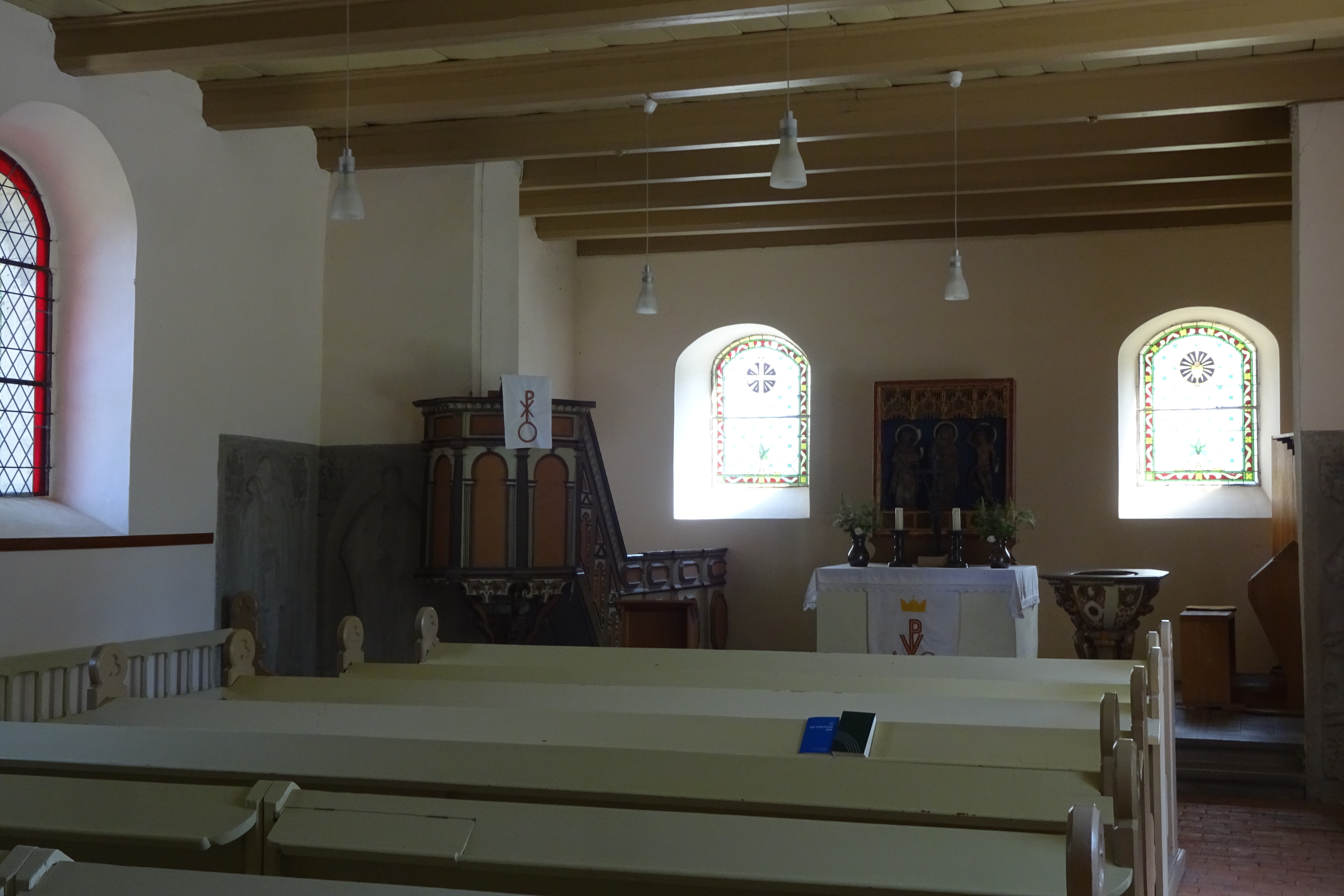
Inneres der Kirche in Groß Garz

Jodocus Temme berichtet in der Sage Die beiden Frauen zu Aulosen über einen Herrn von Jagow zu Aulosen, der an einem Türkenkrieg teilnahm, in Gefangenschaft geriet und als Gärtner bei einem vornehmen Herrn arbeitete. Dessen Tochter hatte ihr Gefallen an ihm und er an ihr. Sie entfloh glücklich mit ihm aus seiner Sklaverei und wurde durch die Dispensation des Papstes seine Hausfrau. Mit ihr zusammen kehrte er an einem Gründonnerstag in das Schloss Aulosen zurück, wo er seine Gemahlin mit den Kindern an der Mittagstafel bei Erbsen und Stockfisch antraf. Beide Frauen wurden die besten, verträglichsten Freundinnen. In der Kirche von Groß Garz gab es zwei Leichensteine, auf welchem zwei weibliche Figuren ausgehauen waren, welches die beiden Frauen dieses Ritters sein sollen. Heinrich Christoph Steinhart berichtet dazu im Jahre 1802: Zum Andenken… stiftete er eine Armenspende, die auch bis vor einigen Jahren von seinen Nachkommen gegeben worden ist. Ich erinnere mich noch dieses Bettlerfestes, wohin zuweilen an die fünfhundert wallfahrteten. Es besteht eine auffallende Ähnlichkeit zur thüringischen Sage Der Graf von Gleichen.

### Eingemeindungen
Am 17. Oktober 1928 entstand die Landgemeinde Aulosen durch den Zusammenschluss der Landgemeinde Groß Aulosen, Teilen des Gutsbezirks Groß Aulosen und der Landgemeinde Klein Aulosen, die alle im Landkreis Osterburg lagen. Die Bezirke Hackenheide und Groß Kapermoor des Gutsbezirkes Groß Aulosen wurden mit der Landgemeinde Gollensdorf vereinigt.
Am 20. Juli 1950 wurde die Gemeinde Stresow nach Aulosen eingemeindet.
Am 25. Juli 1952 wurde die Gemeinde Aulosen dem neugebildeten Kreis Seehausen zugeordnet. Am 2. Juli 1965 wurde der Kreis Seehausen bereits wieder aufgelöst und die kreisangehörigen Gemeinden in den Kreis Osterburg umgegliedert. Am 1. Juli 1994 kam sie schließlich zum Landkreis Stendal.
Durch einen Gebietsänderungsvertrag haben die Gemeinderäte der Gemeinden Aulosen (am 23. Juni 2009), Krüden (am 17. Juni 2009), Pollitz (am 19. Juni 2009) und Wanzer (am 9. Juni 2009) beschlossen, dass ihre Gemeinden aufgelöst und zu einer neuen Gemeinde mit dem Namen Aland vereinigt werden. Dieser Vertrag wurde vom Landkreis als unterer Kommunalaufsichtsbehörde genehmigt und trat am 1. Januar 2010 in Kraft.

### Einwohnerentwicklung
| Jahr | Einwohner |
| ---- | --------- |
| 1925 | 344       |
| 1939 | 323       |
| 1946 | 465       |
| 1964 | 385       |
| 1971 | 349       |
| 1981 | 280       |

| Jahr | Einwohner |
| ---- | --------- |
| 1993 | 251       |
| 2006 | 236       |
| 2011 | [00]213   |
| 2012 | [00]196   |
| 2014 | [00]191   |
| 2015 | 218       |

| Jahr | Einwohner |
| ---- | --------- |
| 2020 | [00]161   |
| 2021 | [00]168   |
| 2022 | [0]178    |
| 2023 | [0]173    |

Quelle, wenn nicht angegeben, bis 2006:

## Religion
Die evangelischen Christen aus Groß Aulosen und Klein Aulosen gehörten früher zur Kirchengemeinde Klein Aulosen (später Aulosen genannt) und damit zur Pfarrei Bömenzien. Seit dem Jahre 2005 gehören die Evangelischen aus Aulosen zum Kirchspiel Groß Garz und Umgebung und zum Pfarrbereich Beuster im Kirchenkreis Stendal im Bischofssprengel Magdeburg der Evangelischen Kirche in Mitteldeutschland.
Die katholischen Christen gehören zur Pfarrei St. Anna in Stendal im Dekanat Stendal im Bistum Magdeburg.

## Politik
Die letzte Bürgermeisterin der Gemeinde war Renate Schawe.

## Kultur und Sehenswürdigkeiten

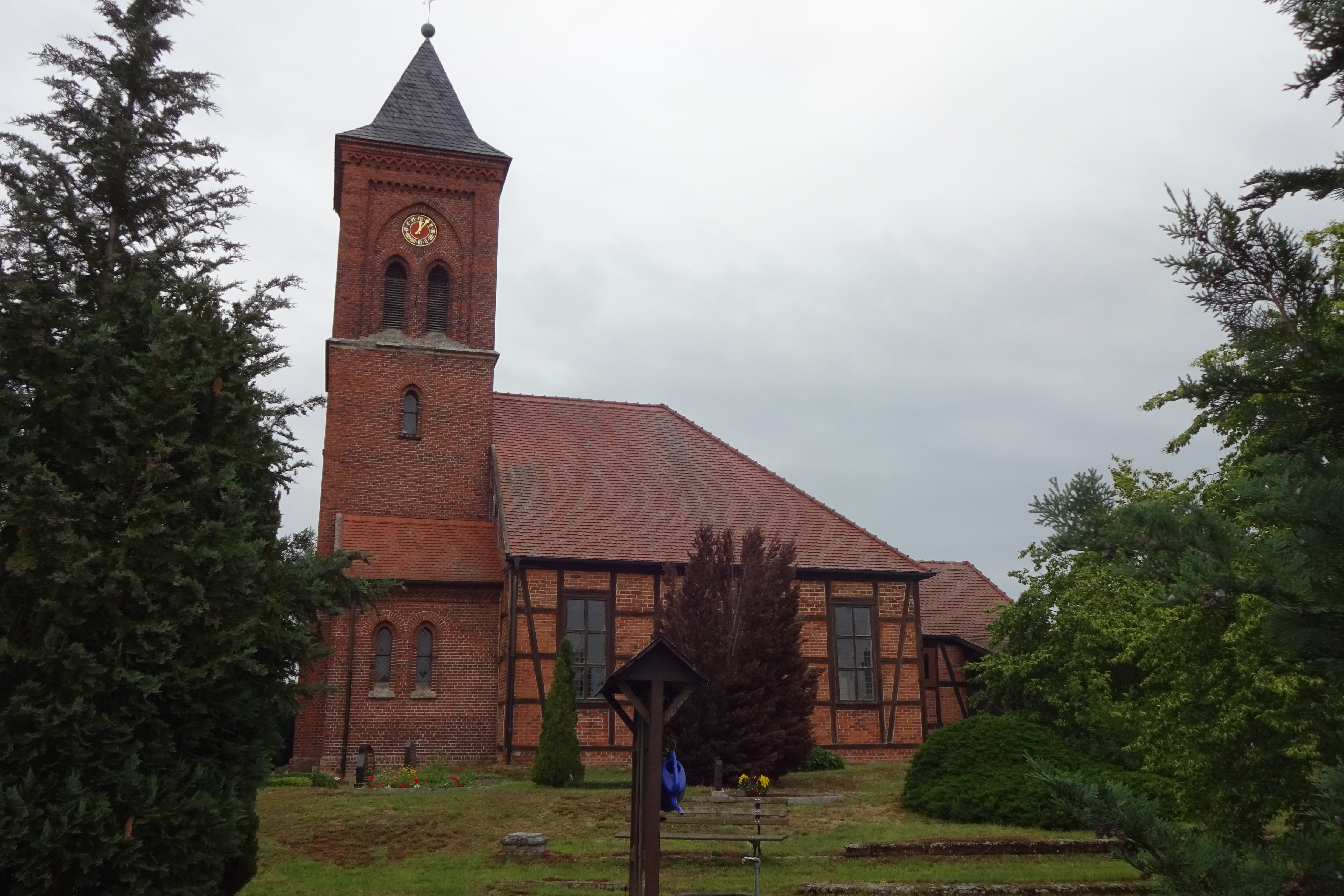
Dorfkirche

- DorfkircheDie evangelische Dorfkirche Aulosen ist ein Fachwerkbau aus dem Jahre 1730. Sie ist eine Nebenkirche von Bömenzien.[23]
- Das Schloss Aulosen war ein Schloss im Ort. Es befand sich über Jahrhunderte im Besitz der Familie von Jagow. 1753 wurde an seiner Stelle ein Gutshausneubau errichtet.

## Verkehr
- Durch den Ort führt die Verbindungsstraße von Seehausen (Altmark) zur B 493 bei Schnackenburg.
- Es verkehren Linienbusse und Rufbusse von stendalbus.[24]

## Persönlichkeiten
- Matthias von Jagow (1480–1544), Bischof von Brandenburg und Reformator Brandenburgs
- Eugen von Jagow (1849–1905), Schriftsteller